# Żydowo (województwo lubuskie)
Żydowo (niem. Elisenfelde) – wieś w Polsce położona w województwie lubuskim, w powiecie międzyrzeckim, w gminie Trzciel.
W latach 1975–1998 miejscowość należała administracyjnie do województwa gorzowskiego.